# ユーリー・イリエンコ

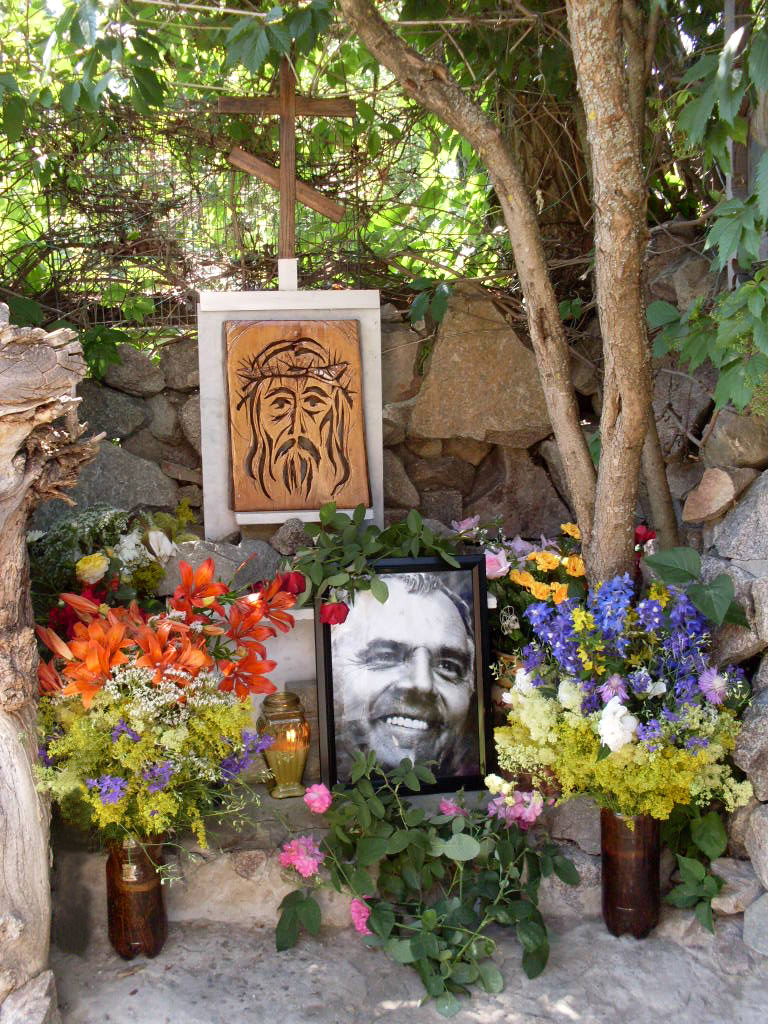
プロホリフカのイリエンコの墓

ユーリー・イリエンコ（ウクライナ語: Ю́рій Гера́симович Іллє́нко、英語: Yuri Ilyenko、1936年5月9日 - 2010年6月15日）は、ウクライナの映画監督、脚本家、撮影監督、俳優。ウクライナ詩的映画の代表的監督であり、ソビエト当局の検閲と闘いながらウクライナの文化的アイデンティティを表現した。代表作に『火の馬』（撮影）、『黒い斑点のある白い鳥』（監督）、『ザ・ゾーン／スワンの湖』（監督・脚本）などがある。タラス・シェフチェンコ国家賞（1991年）、ウクライナ人民芸術家（1987年）を受賞。

## 経歴

### 幼少期と教育
ユーリー・イリエンコは1936年5月9日、ウクライナSSRのチェルカースィで生まれ、7月18日に戸籍登録された。1941年、独ソ戦の影響で母と2人の兄（ミハイロとヴァディム）と共にシベリアのフィリッポヴォ村に疎開。弟は栄養失調で死去。1944年にウクライナに帰還したが、チェルカースィの学校は教師不足で2年連続1年生を繰り返した。
1946年、父（元軍人の土木技師）がモスクワのガラス繊維工場に転職し、家族は工場のバラックで生活。母は結核に罹患。イリエンコはモスクワの労働者地区で学校を卒業後、兄ヴァディムに続き全ロシア映画大学（VGIK）の撮影学科に入学。

### ソビエト時代
1960年、VGIKの卒業制作『さらば、鳩よ！』でデビュー。この長編映画はVGIK初の試みとなり、プラハ国際映画祭とロカルノ国際映画祭で最優秀撮影賞を受賞。1963年、セルゲイ・パラジャーノフ監督の『火の馬』（英題：Shadows of Forgotten Ancestors）の撮影を担当。100以上の国際映画祭で受賞し、ウクライナの文化的復興を象徴する作品となった。
監督デビュー作『井戸の渇き』（1965年、脚本：イヴァン・ドラチュ）はウクライナ農村の荒廃を描き、ソビエト当局により22年間上映禁止。続く『イヴァン・クパーラの夜』（1968年）はウクライナの寓話的歴史を描いたが、アレクセイ・ロマノフ（ソ連国家映画委員会委員長）の命令で18年間封印された。1967年、ヴェネチア国際映画祭は同作を招待し「金獅子賞」を保証したが、ロマノフは「そのような映画は存在しない」と拒否。プラハ春のソ連介入（1968年）でプラハ映画祭での上映も中止された。
1970年の『黒い斑点のある白い鳥』はウクライナ蜂起軍（UPA）の兵士を主人公に据え、第7回モスクワ国際映画祭で金賞を受賞。しかし、ウクライナ共産党のヴィクトル・ドブリークは「最も有害な映画」と非難。ペトロ・シェレスト（ウクライナ共産党第一書記）は映画を擁護したが、後に「民族主義的傾向」を理由に解任され、映画はウクライナでの上映が制限された。
1972年、ユーゴスラビアに一時移住し、『ナペレキール・ウスィム』（英題：Defying Everything）を監督。プーラ映画祭でシルバーアリーナ賞と最優秀男優賞を受賞したが、ウクライナでは上映禁止。ハリウッドからの2度の契約オファー（1970年代）も、KGBの妨害と兄弟への報復を恐れて断念。
『夢見て生きる』（1974年、イヴァン・ミコライチュクと共同脚本）は制作中に42回の停止命令を受け、監督は心筋梗塞を患った。1976年、ヴォロディミル・シチェルビツキー（ウクライナ共産党第一書記）は「ウクライナ詩的映画の終焉」を宣言し、イリエンコはモスクワのモスフィルムに移り『オチ・ゼムリ』（カテリーナ・ビロクール伝）を企画したが、ウクライナ当局により中止。
多くの企画が検閲で却下され、特にキエフ・ルーシ三部作（『イーゴリ公』、『ヴォロディミル・赤い太陽』、『ヤロスラフ賢公』）、レシア・ウクライナの『森の歌』、タラス・シェフチェンコの『大いなる地下室』、イヴァン・マゼーパ伝などは禁止された。全42の脚本のうち、実現したのは7本のみ。

### 独立ウクライナ時代
1990年、独立スタジオ「フェスト・ゼムリャ」を設立し、セルゲイ・パラジャーノフの獄中物語を基にした『ザ・ゾーン／スワンの湖』を制作。カンヌ国際映画祭でFIPRESCI賞とエスコール賞を受賞したが、ウクライナでの上映はなく、ロシアのORTが独占権を取得し封印。
1990年代は映画界で仕事がなく、絵画・グラフィック展を開催し、映画監督学の教科書『パラダイム・オブ・シネマ』（1999年）を執筆。バレエ『プロメテウス-ラスプーチン』（1982年）、『オルガ』（1990年）の台本も手掛けた。
2002年、30年構想の『ヘトマン・マゼーパのための祈り』を完成。ロシアではミハイル・シュヴィドコイ文化相が上映を禁止、ウクライナでも劇場・テレビ上映が制限され、ビデオ発売や海外販売も阻止された。イリエンコは「腐敗した権力とは関わらない」と映画界からの引退を宣言。

### 晩年
晩年は末期疾患に苦しみ、2010年6月15日、チェルカースィ州プロホリフカの自宅で74歳で死去。遺体は同地の墓地に埋葬された。

## 家族
- 兄：ミハイロ・イリエンコ（映画監督）、ヴァディム・イリエンコ（撮影監督）
- 息子：フィリップ・イリエンコ（俳優、ウクライナ国家映画庁長官、1977年生）、アンドリュー・イリエンコ（政治家、1987年生）
- 妻：リュドミラ・イェフィメンコ（女優）
- 初婚：ラリーサ・カードチュニコワ（女優、VGIK同級生）[7]

## 政治活動
2006年・2007年のウクライナ議会選挙で、極右政党全ウクライナ連合「自由」（VO「スヴォボーダ」）の第2位候補として出馬。全国で党の宣伝とウクライナ民族主義を訴えた。2005年の著書『使徒ペトロへの報告』（3巻）では、オレンジ革命後の尊厳の革命（2014年）を予見したが、時期を2006年と誤った。また、シオニズムや「世界政府」に関する陰謀論や、タラス・シェフチェンコを引用した暴力的なハイダマーク的言説を展開し、物議を醸した。例：> 「情報アパルトヘイトが2006年まで続けば、ウクライナはシオニストのグローバリズムの渦に消える。…情報占領を、シェフチェンコが命じたハイダマークの方法で破壊すべきだ。」（同書、115頁）

## 作品

### フィルモグラフィ
撮影監督
- 1960年：『さらば、鳩よ！』（プラハ国際映画祭・ロカルノ国際映画祭最優秀撮影賞）
- 1962年：『どこかに子あり』
- 1964年：『火の馬』（マル・デル・プラタ国際映画祭第2位、FIPRESCI賞、ローマ国際映画祭杯、英国アカデミー賞最優秀外国映画ノミネート）
- 1999年：『アヴェ・マリア』

監督
- 1966年：『井戸の渇き』（サンフランシスコ国際映画祭高評価、1988年）
- 1968年：『イヴァン・クパーラの夜』
- 1971年：『黒い斑点のある白い鳥』（モスクワ国際映画祭金賞、ソレント映画祭シルバーサイレン）
- 1972年：『ナペレキール・ウスィム』（プーラ映画祭シルバーアリーナ）
- 1973年：『夢見て生きる』
- 1976年：『焼いたジャガイモの祭り』
- 1978年：『刈られていない野花の帯』
- 1980年：『森の歌 マフカ』
- 1982年：『オルガ公妃の伝説』（キエフ映画祭名誉賞）
- 1987年：『藁の鐘』
- 1990年：『ザ・ゾーン／スワンの湖』（カンヌ国際映画祭FIPRESCI賞、エスコール賞、ノヴィ・サド映画祭金騎士賞）
- 1994年：『パラジャーノフ：キリストの楽譜ド長調』（金騎士映画祭ディプロマ）
- 2002年：『ヘトマン・マゼーパのための祈り』（ポーランド映画祭金魚賞）

俳優
- 1963年：『ニュートン通り1番地』（ティモフィー・スヴェルニョフ役）
- 1973年：『夢見て生きる』（ヘラシム役）
- 2002年：『ヘトマン・マゼーパのための祈り』

脚本
- 1968年：『退屈ゆえに』
- 1968年：『イヴァン・クパーラの夜』
- 1970年：『黒い斑点のある白い鳥』
- 1980年：『森の歌 マフカ』
- 1983年：『ミルゴロドとその住人』
- 1990年：『ザ・ゾーン／スワンの湖』
- 1991年：『最後のバンカー』
- 2002年：『ヘトマン・マゼーパのための祈り』

### その他の作品
- バレエ台本：『プロメテウス-ラスプーチン』（1982年）、『オルガ』（1990年、イェウヘーン・スタンコヴィッチ作曲）
- 小説・脚本：『アガサフェル キリストの再臨の年代記』（1994年）
- 教科書：『パラダイム・オブ・シネマ』（1999年、ウクライナ初の映画監督学教科書）
- 自伝：『使徒ペトロへの報告』（2008-2011年、3巻）

## 受賞・栄誉
- タラス・シェフチェンコ国家賞（1991年）
- ウクライナ人民芸術家（1987年）
- ウクライナ国立芸術アカデミー会員
- キエフ・モヒーラ・アカデミー国立大学名誉博士
- 国際人材アカデミー名誉博士
- モスクワ国際映画祭金賞（1971年、『黒い斑点のある白い鳥』）
- カンヌ国際映画祭FIPRESCI賞・エスコール賞（1990年、『ザ・ゾーン／スワンの湖』）
- プーラ映画祭シルバーアリーナ（1972年、『ナペレキール・ウスィム』）

## 記念
- ウクライナのイヴァーノ＝フランキーウシク（2011年）、チェルカースィ（2015年）、カニウ（2015年）、カミヤンスケ、テルノーピリ（2017年）、キエフ（2018年）、コヴェリ（2022年）に「ユーリー・イリエンコ通り」が命名。
- チェルカースィの第21学校が「ユーリー・イリエンコ学校」に改名（2016年）[8]。